# Borský Svätý Jur
Borský Svätý Jur (hrv. Borski Sveti Jur, mađ. Búrszentgyörgy) je naseljeno mjesto u okrugu Senica, u Trnavskom kraju, Slovačka. Naselje je 27 km udaljeno od Senice, glavnog grada okruga.

## Stanovništvo
| Godina:     | 1993. | 2003.   | 2013.   | 2023.   |
| ----------- | ----- | ------- | ------- | ------- |
| Broj ljudi: | 1564  | 1556    | 1640    | 1608    |
| Razlika:    |       | -0,51 % | +5,39 % | -1,95 % |

| Godina:     | 2022. | 2023.   |
| ----------- | ----- | ------- |
| Broj ljudi: | 1602  | 1608    |
| Razlika:    |       | +0,37 % |

Prema podacima o broju stanovnika iz 2023. godine naselje je imalo 1608 stanovnika.

## Vanjske poveznice
- Službena stranica naselja (sl.)